# Rachel Aaron
Rachel Aaron (Atlanta, 1982) es una escritora estadounidense de novelas de fantasía y ciencia ficción.

## Obra
El primer libro de la serie Paradox, Fortune's Pawn (2013), es una novela especial que 'Kirkus   denominó como "una obra divertida". Fortune's Pawn también marcó la primera vez que Aaron publicó una obra de ciencia ficción. Publishers Weekly, sin embargo, consideró que los tropos del primer libro de la serie eran cliché y estaban compuestos de "piezas sueltas". La serie Paradox de Aaron, que incluye también la novela Honor's Knight (2014) trata cuestiones éticas en medio de "grandes batallas espaciales", impresionantes tiroteos y suficientes traiciones y alianzas para competir con Game of Thrones, según The Washington Post. Kirkus también se refirió a Heaven's Queen (2014) como una "conclusión sorprendente" para la serie Paradox. Publishers Weekly escribió que Heaven's Queen era una "conclusión satisfactoria".
El trabajo de fantasía de Aaron en la serie de Eli Monpress gira en torno a un "estafador legendario y amable". El primer libro de la serie, The Spirit Thief (2010) comienza lento, según Publishers Weekly, pero se convierte en una obra de "alegre fantasía".

### Serie de Eli Monpress
- The Spirit Thief (2010)
- The Spirit Rebellion (2010)
- The Spirit Eater (2010)
- The Spirit War (2012)
- Spirit's End (2012)
- Spirit's Oath (2012)

### Serie Paradox
- Fortune's Pawn (2013)
- Honor's Knight (2014)
- Heaven's Queen (2014)

### Serie Heartstrikers
- Nice Dragons Finish Last (2014)
- Mother of the Year (2016)
- One Good Dragon Deserves Another (2015)
- No Good Dragon Goes Unpunished (2016)
- A Dragon of a Different Color (2017)